# بزم آخر
بزم آخر نام یک مجموعه تلویزیونی ایرانی به کارگردانی سجاد شهریاری است که در سال ۱۳۹۳ تولید شد. این سریال کوتاه پنج قسمتی در نوروز ۱۳۹۴ و به مناسبت ایام فاطمیه از شبکه دو تلویزیون ایران پخش شد.

## موضوع سریال
رضوان (الهام چرخنده) دختر سید احمد و دانشجوی تئاتر در حال تحقیق در مورد تعزیه است. او در این راه با اتفاقات عجیب و غریبی روبرو می‌شود که باعث پی بردنش به حقایقی دربارهٔ گذشتهٔ پدرش می‌شود.